# Gare de Saint-Romain-au-Mont-d'Or
La gare de Saint-Romain-au-Mont-d'Or était une gare ferroviaire française de la ligne de Paris-Lyon à Marseille-Saint-Charles, située sur le territoire de la commune de Saint-Romain-au-Mont-d'Or, dans le département du Rhône en région Rhône-Alpes. 
C'était une halte voyageurs mise en service en 1891 par la Compagnie des chemins de fer de Paris à Lyon et à la Méditerranée (PLM). Elle est fermée par la Société nationale des chemins de fer français (SNCF) sans doute en 1981.

## Situation ferroviaire
Établie à 178 mètres d'altitude, la gare de Saint-Romain-au-Mont-d'Or était située au point kilométrique (PK) 497,856 de la ligne de Paris-Lyon à Marseille-Saint-Charles, entre les gares de Couzon-au-Mont-d'Or et de Collonges - Fontaines.

## Histoire
La « halte de Saint-Romain-au-Mont-d'Or » est mise en service en 1891 par la Compagnie des chemins de fer de Paris à Lyon et à la Méditerranée (PLM) qui limite sa desserte aux trains légers.
En 1893, le conseil général du Rhône émet un vœu pour une meilleure desserte de la halte par les trains légers, car elle est desservie trop tôt ou trop tard le matin par les trains de 6 h 32 et 9 h 59.
Le 27 décembre 1898, le conseil municipal de la commune demande la construction d'un « hangar-abri » pour les voyageurs utilisant la halte.
La « halte de Saint-Romain-au-Mont-d'Or » figure dans la nomenclature 1911 des gares, stations et haltes, de la Compagnie des chemins de fer de Paris à Lyon et à la Méditerranée (PLM). Elle porte le no 24 de la ligne de Paris à Marseille et à Vintimille (4e Section - Rhône), et le no 21 de la ligne de Saint-Germain-des-Fossés à Lyon, par Tarare (4e section). C'est une « halte-trains-légers », c'est-à-dire qu'elle n'est ouverte que pour le service des voyageurs sans bagages et des chiens avec billets, transportés exclusivement par trains légers.
La Société nationale des chemins de fer français (SNCF) ferme la halte dans la deuxième partie du XXe siècle, sans doute en 1981.

## Patrimoine ferroviaire
Près de l'ancien passage à niveau (supprimé), seul subsiste le bâtiment du garde barrière, devenu une habitation.

## Service des voyageurs
Gare fermée.